# WTA Finals 2015 – turnaj legend
Soutěž legend na Turnaji mistryň 2015 (Legends Classic Invitational) představovala druhý ročník exhibice v rámci jedné ze dvou individuálních závěrečných akcí okruhu WTA Tour. Do turnaje nastoupily čtyři tenistky, které již ukončily profesionální kariéru.
V rozmezí 27. až 29. října 2015 byla odehrána tří utkání čtyřhry, v nichž si hráčky vždy vyměnily spoluhráčku. Tím si každá legenda zahrála pouze jeden zápas se stejnou partnerkou. První duel byl hrán na jeden vítězný prodloužený set do osmi her, zbylé zápasy pak na dvě vítězné zkrácené sady do čtyř gamů. Tenistka s nejvíce výhrami, respektive s nejvyšší procentuální úspěšností poměru her, se stala celkovou vítězkou.
Exhibiční soutěž vyhrála Američanka Martina Navrátilová, když dosáhla nejvyššího poměru vítězných gamů, přestože se dělila počtem výher s Arantxou Sánchezovou Vicariovou a Tracy Austinovou.
První potvrzenou účastnicí se 28. ledna 2015, v průběhu Australian Open, stala Martina Navrátilová, nejúspěšnější hráčka turnaje. Dne 1. června téhož roku bylo oznámeno jméno další bývalé světové jedničky Arantxy Sanchezové Vicariové. Následně se připojika třetí v pořadí Tracy Austinová a 22. září účast potvrdila obhájkyně titulu  Marion Bartoliová.
Na doprovodných akcích turnaje legend se podílely také Číňanka Li Na a Francouzka Mary Pierceová.

## Přehled legend
| Legenda                         | narození (věk)             | žebříček | žebříček | tituly na Turnaji mistryň                            | tituly na Turnaji mistryň                                           |
| Legenda                         | narození (věk)             | dvouhra  | čtyřhra  | dvouhra                                              | čtyřhra                                                             |
| ------------------------------- | -------------------------- | -------- | -------- | ---------------------------------------------------- | ------------------------------------------------------------------- |
| Martina Navrátilová (USA)       | 18. října 1956 (59 let)    | 1.       | 1.       | 1978, 1979, 1981, 1983, 1984, 1985, 1986břz, 1986lis | 1980, 1981, 1982, 1983, 1984, 1985, 1986lis, 1987, 1988, 1989, 1991 |
| Arantxa Sánchez Vicariová (ESP) | 18. prosince 1971 (43 let) | 1.       | 1.       | finále 1993                                          | 1992, 1995                                                          |
| Tracy Austinová (USA)           | 12. prosince 1962 (52 let) | 1.       | 41.      |                                                      |                                                                     |
| Marion Bartoliová (FRA)         | 2. října 1984 (31 let)     | 7.       | 15.      | základní skupina 2007, 2011                          |                                                                     |

## Soutěž
| č. | datum          | vítězky                                          | poražené                                       | výsledek      | zdroj |
| -- | -------------- | ------------------------------------------------ | ---------------------------------------------- | ------------- | ----- |
| 1. | 27. října 2015 | Tracy Austinová Arantxa Sánchezová Vicariová     | Marion Bartoliová Martina Navrátilová          | 8–5           | [ 5 ] |
| 2. | 28. října 2015 | Arantxa Sánchezová Vicariová Martina Navrátilová | Tracy Austinová Marion Bartoliová              | 2–4, 4–0, 4–0 | [ 6 ] |
| 3. | 29. října 2015 | Tracy Austinová Martina Navrátilová              | Arantxa Sánchezová Vicariová Marion Bartoliová | 4–2, 4–1      | [ 7 ] |

## Konečné pořadí
| Poř. | legenda                            | poměr zápasů | poměr her | +/- bilance |
| ---- | ---------------------------------- | ------------ | --------- | ----------- |
| 1.   | Martina Navrátilová (USA)          | 2–1          | 23–15     | +8          |
| 2.   | Arantxa Sánchezová Vicariová (ESP) | 2–1          | 21–17     | +4          |
| 3.   | Tracy Austinová (USA)              | 2–1          | 20–18     | +2          |
| 4.   | Marion Bartoliová (FRA)            | 0–3          | 12–26     | –14         |